# Maksim Gurov
Maksim Serguéievitx Gurov (en rus: Максим Сергеевич Гуров) (Almati, 30 de gener de 1979) va ser un ciclista kazakh que fou professional del 2004 al 2012. Guanyador del Campionat nacional en ruta, el seu nom va aparèixer com a client del doctor Michele Ferrari.

## Palmarès
- 1999
  - 1r a la Volta a Bulgària
- 2000
  - Vencedor d'una etapa de la Volta a l'Argentina
- 2002
  - Vencedor d'una etapa de la Volta a Palència
- 2010
  -  Campió del Kazakhstan en ruta

### Resultats al Giro d'Itàlia
- 2007. 118è de la classificació general
- 2011. 151è de la classificació general